# Scission de la Belgique
La scission de la Belgique est une situation hypothétique, qui a été discutée par les médias belges et internationaux, envisageant la division de la Belgique selon des critères linguistiques, la communauté flamande (Flandre) et la communauté francophone (Wallonie) devenant des États indépendants. Plus rarement, on émet l'hypothèse que la Flandre pourrait rejoindre les Pays-Bas (mouvement des Grands Pays-Bas) et que la Wallonie pourrait rejoindre la France (mouvement rattachiste) ou le Luxembourg (après qu'il en a été détaché, déjà sur base de critères linguistiques en 1839),,.
Les entités fédérées et plus particulièrement les deux communautés, flamande et francophone, disposent déjà d'un large degré d'autonomie au sein de la fédération belge.
Les choses sont rendues encore plus complexes par l'existence de régions linguistiques ainsi que de deux entités au statut spécial : Bruxelles (une région autonome bilingue, géographiquement située dans la moitié flamande du pays), et la minorité de la communauté germanophone.

Les communautés en Belgique :
Communauté flamande
Officiellement bilingue
Communauté francophone
Communauté germanophone

Régions :
Flandre
Bruxelles-Capitale
Wallonie

## Contexte historique

### Origines de la Belgique

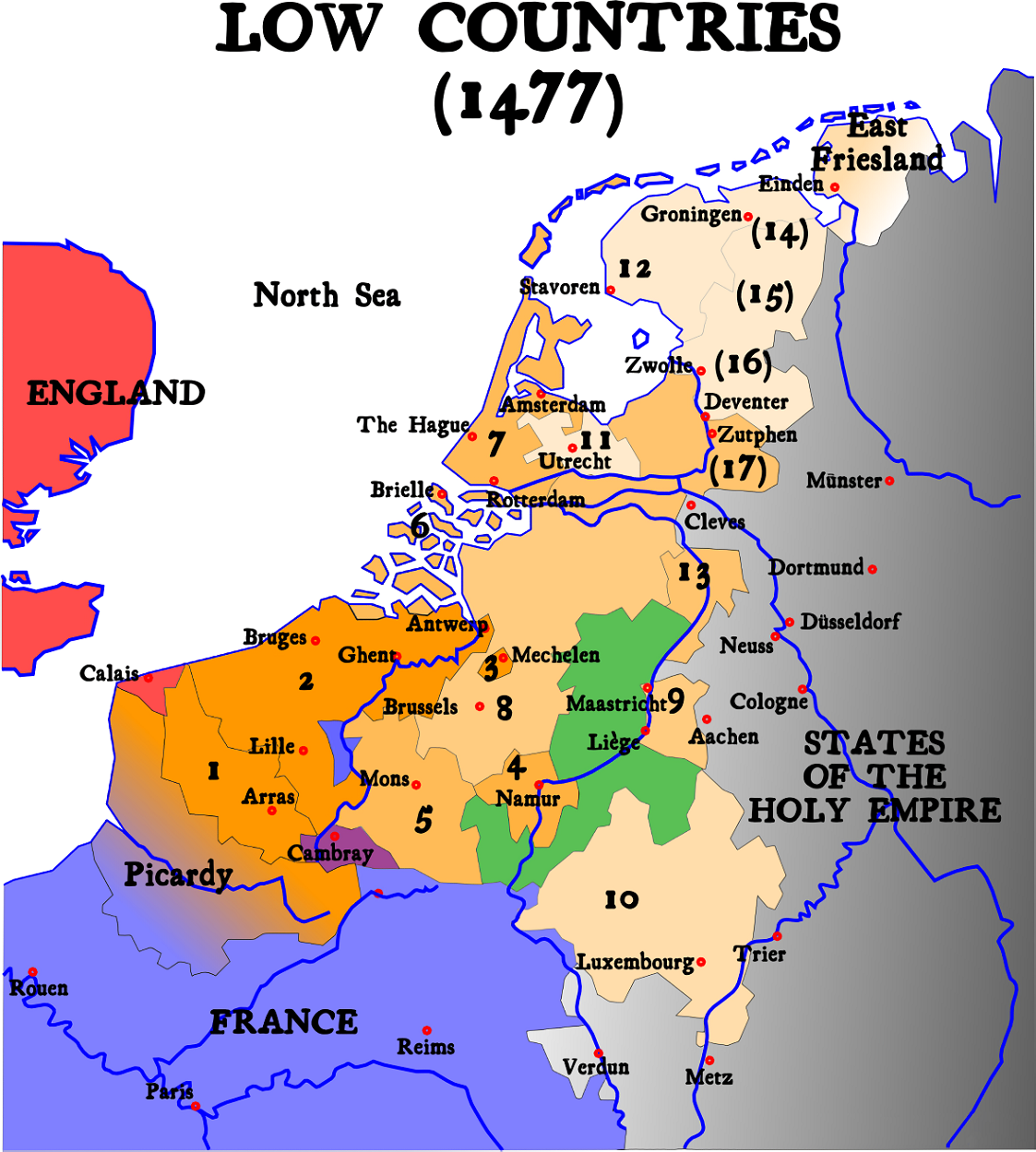
Les Dix-Sept Provinces (zones orange, marron et jaune) et la principauté de Liège (vert).

Le territoire de la Belgique constitue la partie sud de la région historique appelée Pays-Bas. Ces derniers sont apparus à la fin du Moyen Âge comme une confédération politique très lâche de fiefs gouvernés en union personnelle par la maison de Habsbourg : les Dix-Sept Provinces. Les composantes les plus importantes de cette union étaient le duché de Brabant, le comté de Flandre, le comté de Hainaut et le duché de Luxembourg. La principauté épiscopale de Liège constituait une quasi-enclave au sein des Dix-Sept Provinces. La principauté épiscopale n'était pas formellement incluse dans la domination des Habsbourg mais était, depuis l'époque de l'empereur Charles Quint, sous leur étroite influence. La frontière qui apparaît après la révolte hollandaise et la guerre de quatre-vingts ans divise les dix-sept provinces en deux entités distinctes : République néerlandaise au nord et Pays-Bas espagnols au sud. Dans ces derniers, différentes dialectes du néerlandais et du wallon coexistent. Au sein des plus grands fiefs comme Liège, la Flandre et le Luxembourg, plusieurs langues et dialectes distincts étaient utilisés.

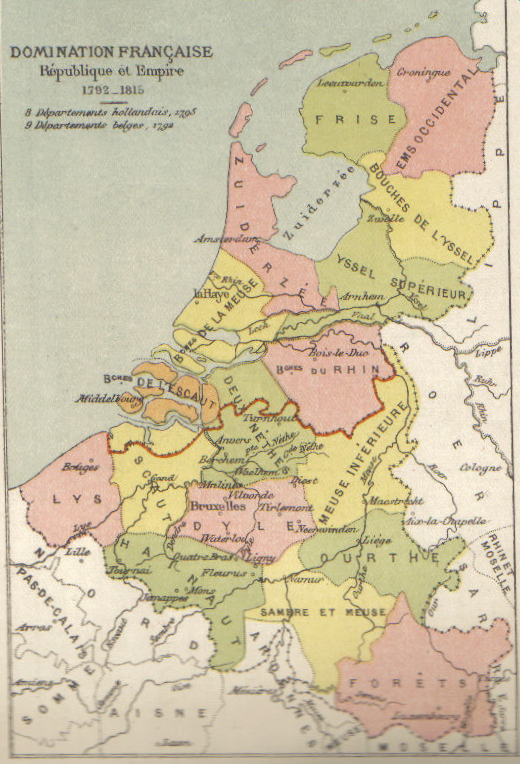
Carte des départements impériaux français des Pays-Bas.

Les frontières féodales qui séparaient la Belgique sous l'Ancien Régime n'ont à voir avec les frontières actuelles. La France révolutionnaire fait disparaître ces entités féodales et les remplace par des départements. Les nouveaux départements reflétaient approximativement la frontière linguistique : par exemple, la nouvelle subdivision séparait le noyau bilingue de la Principauté de Liège en deux régions plus ou moins monolingues. Les seules exceptions majeures étaient les départements bilingues de la Dyle et des Forêts. Les départements deviendront à terme les provinces du royaume uni des Pays-Bas et encore plus tard de la Belgique. Les noms des provinces sont inspirés de ceux des fiefs médiévaux correspondants. Le département de la Dyle devient par exemple la province du Brabant, correspondant à la partie la plus méridionale de l'ancien duché de Brabant.

### Royaume uni des Pays-Bas
En 1815, après le congrès de Vienne, le territoire constituant aujourd'hui la Belgique fut incorporé au royaume uni des Pays-Bas, créé pour réhabiliter et consolider les anciennes dix-sept provinces et servir de tampon contre toute ambition expansionniste de la France. Cette création place cependant les provinces catholiques belges, y compris la Wallonie francophone, sous une domination à majorité néerlandaise et un roi hollandais calviniste : Guillaume Ier. Les Belges avaient peu d'influence sur leur vie et étaient mécontents du contrôle et de la domination néerlandaise sur les institutions économiques, politiques et sociales, sentiment qui a culminé avec la révolution belge de 1830.

Le plan de partage de Flahaut, proposé par la France en 1830.

Les principales puissances européennes (dont la France, la Prusse et le Royaume-Uni) étaient divisées sur la réponse à donner à la révolution du peuple belge contre les autorités royales néerlandaises. La France était favorable à une sécession de la Belgique des Pays-Bas, dans l'espoir d'annexer tout ou au moins une partie de la région, ce qui était également l'objectif de la plupart des insurgés belges. Après que cette proposition eut été rejetée par les autres puissances européennes, qui soutenaient le maintien de l'union des Pays-Bas, Charles de Flahaut, un diplomate français, proposa une partition des Pays-Bas du Sud entre les grandes puissances. Ainsi, une partie des provinces de Liège, du Limbourg et de Namur à l'est de la Meuse ainsi que les villes de Maastricht et de Liège et le grand-duché de Luxembourg reviendraient à la Prusse ; tandis qu'une partie de la province de Flandre orientale, la quasi-totalité de la province du Brabant, la province du Hainaut et la province de Namur à l'ouest de la Meuse seraient attribuées à la France. La province d'Anvers — à l'exception de la ville d'Anvers elle-même — et la province du Limbourg, à l'ouest de la Meuse — à l'exception de Maastricht — resteraient aux Pays-Bas, tout comme une petite partie de la province du Brabant, l'ancienne seigneurie de Diest. La Flandre occidentale, la majeure partie de la Flandre orientale, y compris la Flandre zélandaise, et la ville d'Anvers devaient former un État libre d'Anvers, sous protection britannique.
Cependant, ce projet a été rejeté comme absurde par l'ambassadeur de France au Royaume-Uni, Talleyrand, ce dernier soulignant le danger que représenterait une base britannique sur le continent européen. La Belgique est donc constituée en royaume indépendant. Selon les nationalistes flamands et wallons, il a été créé comme « État tampon » pour contrôler les ambitions de la France. Le Congrès national du royaume choisit un prince allemand, Léopold Ier de Saxe-Cobourg-Gotha, comme chef de l'État. Un historien de la révolution belge disait qu'« en Belgique, il y a des partis et des provinces, mais pas de nation. Comme une tente dressée pour une nuit, la nouvelle monarchie, après nous avoir abrités de la tempête, disparaîtra sans laisser de trace ». Cette opinion n’est cependant pas partagée par l’écrasante majorité des historiens.

### Indépendance
L'antagonisme entre les locuteurs du français et du néerlandais s'est accru après l'indépendance de la Belgique en 1830, lorsque les habitants du sud des Pays-Bas se sont rebellés contre la nouvelle hégémonie des provinces du nord du royaume uni des Pays-Bas. Les grandes puissances européennes étaient divisées quant aux conséquences à tirer de la révolution mais reconnaisse celle-ci lors de la conférence de Londres. Finalement, l'État belge, composé de provinces francophones et néerlandophones ainsi que du grand-duché de Luxembourg, annexé dès 1830, a obtenu son indépendance en tant qu'État tampon entre la France et les Pays-Bas ; le français en devient la seule langue officielle. En 1839, les frontières de la Belgique sont définitivement clarifiées avec les Pays-Bas et le jeune royaume doit rendre une partie du Luxembourg annexé. Cette scission du Luxembourg s'opère déjà sur base de critères linguistiques : le quartier wallon, à l'ouest, étant laissé à la Belgique tandis que la partie orientale, de langues germaniques (luxembourgeois) et rendue à Guillaume Ier, roi des Pays-Bas et grand-duc de Luxembourg (à l'exception notable du pays d'Arlon, pour des raisons politiques). 
Les néerlandophones ont revendiqué l’égalité des droits dès la fin du XIXe siècle, particulièrement au travers du mouvement flamand mais la législation sur l'usage des langues en Belgique ne les a introduits que progressivement, tout au long du XXe siècle. Si les timbres-poste sont devenus bilingues dès 1893, ce n’est qu’en 1967 qu’une version officielle néerlandaise de la Constitution a été acceptée. Depuis l’indépendance, les déséquilibres socio-économiques ont alimenté les ressentiments entre les deux communautés,.

### Évolution moderne
| |  |  |
| La création des entités fédérées (communautés (carte de gauche) et régions (carte de droite) date de la première réforme de l'État belge en 1970. |  |  |

Depuis les années 1960, une série de réformes majeures ont radicalement modifié les institutions belges en faisant passer la Belgique d'un État-nation unitaire à un état fédéral composé d'entités fédérées : les communautés et les régions. Celles-ci ont été créées suivant la division linguistique du pays, notamment après le tracé de la frontière linguistique entre la Flandre et la Wallonie en 1962. En conséquence, les minorités de certaines zones (à Bruxelles et ses environs ainsi que le long de la frontière linguistique) prétendent être privées de leurs droits dans le gouvernement et les services locaux. Le système des facilités linguistiques est alors créé pour tenter d'apporter une solution à ce problème. À la division politique habituelle gauche-droite s’ajoute une division linguistique, provoquant un système de double parti qui complique la création de coalitions au niveau national. La crise liée à la formation d'un gouvernement de coalition au lendemain des élections de 2007, associée au problème non résolu de la circonscription électorale de Bruxelles-Halle-Vilvorde et à la montée des partis politiques extrémistes, a donné un nouvel élan à la question, avec de récents[Quand ?] sondages d’opinion montrant un large soutien en faveur d’une partition du pays. Cependant, le soutien à un État unifié reste majoritaire au sein de la population belge. Les unitaristes prétendent que la monarchie, des institutions nationales fortes et l'importance géopolitique de Bruxelles, linguistiquement et ethniquement mixte, servent d'éléments unificateurs, tandis que les séparatistes prétendent plutôt que ces facteurs (et la considérable dette de l'État ) ne sont que des obstacles à une inévitable partition. Certains observateurs politiques ont suggéré qu’une éventuelle partition de la Belgique pourrait porter un coup au modèle de l'Union européenne, où diverses cultures travaillent ensemble.
Selon un sondage d'opinion réalisé en 2019 par le journal flamand Het Belang van Limburg, 28,4 % de la population sont favorables à une partition de la Belgique tandis que 62,7 % s'y opposent ; les 8,8% restants n'ayant pas d'opinion. Cependant, l'enquête d'opinion s'est limitée à la province flamande du Limbourg, qui est considérée parmi les moins nationalistes de Flandre, surtout comparée à la province d'Anvers.

## Données démographiques régionales
En l'absence de recensement, il n'existe pas de statistiques officielles sur les trois langues officielles de la Belgique ou leurs dialectes. Divers critères, notamment la ou les langues des parents, le niveau de scolarité ou le statut de langue seconde des personnes nées à l'étranger, peuvent affecter les chiffres suggérés. On estime que 59 % de la population belge parle le néerlandais (souvent appelé familièrement flamand), tandis que le français est parlé par 40 % des Belges. Le nombre total de néerlandophones est de 6,23 millions, concentrés dans la région de la Flandre, tandis que les francophones représentent 3,32 millions de personnes en Wallonie et environ 870 000 de personnes (85 % des habitants) dans la Région officiellement bilingue de Bruxelles-Capitale,. La Communauté germanophone est composée de 73 000 personnes vivant à l'est de la Wallonie ; environ 10 000 Allemands et 60 000 Belges parlent allemand. Environ 23 000 germanophones supplémentaires vivent dans des communes proches.
La Région de la Capitale ayant un statut bilingue, ses autorités sont obligées de s'adresser aux personnes et aux organisations dans leur langue de préférence, et à afficher les noms de rues dans les deux langues sur les plaques. L'éducation, cependant, reste monolingue, car elle dépend de l'une des deux communautés. Géographiquement, Bruxelles constitue une enclave au sein de la Région flamande, bien qu'étant proche de la Wallonie. Constitutionnellement, il s'agit d'une région politiquement distincte, tandis qu'à l'intérieur de ses frontières les communautés flamande et française exercent leur autorité. Historiquement, la langue locale de Bruxelles était le néerlandais, et le néerlandais est resté la langue vernaculaire de la majorité des habitants jusque vers 1950.
Aujourd'hui, le néerlandais n'est parlé que par 150 000 habitants environ, soit 15 % de la population au maximum. La ville entretient des liens économiques étroits avec la Flandre environnante et de nombreux néerlandophones se rendent à Bruxelles pour leur travail ; mais, dans le même temps, l'expansion de la banlieue bruxelloise a conduit à avoir une majorité de francophones dans six villages flamands adjacents.

## Frontière linguistique
La frontière linguistique séparant les aires germaniques et romanes s'est déplacée au cours des siècles qui ont précédé la création de l'État belge. Elle se stabilise cependant vers le XVIIIe siècle. Ainsi, dans les communes de Mouscron et de Comines-Warneton, le français semble-t-il être dominant au moins depuis 1761. Aillleurs, certaines communes, comme Hélécine, passent du néerlandais au français, tandis que d'autres, comme Herstappe, passent du français au néerlandais. Les Fourons ont une longue tradition flamande et, dans le Pays de Herve, plusieurs communes qui utilisaient des dialectes germaniques sont passées au français au XVIIIe siècle.
Avant le XXe siècle, la frontière linguistique ne séparait pas seulement les locuteurs du français belge, du néerlandais standard et de l'allemand standard, comme aujourd'hui, mais distinguait aussi entre les continuums dialectaux romans et germaniques. Le Sprachraum germanique était composé de différentes composantes telles que le flamand occidental, le flamand oriental, le brabant, le limbourgeois, le ripuaire, le dialecte franconien mosellan de Trèves et le luxembourgeois. Le domaine linguistique roman était composé du picard, du wallon (comprenant quatre dialectes distincts centrés autour des villes de Charleroi, Namur, Liège et Bastogne), du lorrain et du champenois. En raison de l'éducation de masse et de l'expansion des médias modernes tels que la télévision, le milieu du XXe siècle a vu une uniformisation des différentes régions linguistiques, conduisant à la domination des langues standards dans leurs domaines respectifs. En Wallonie, le français devient la langue dominante et prioritaire (les dialectes locaux étant rarement utilisés). En Flandre, les dialectes locaux ont mieux survécu, du moins dans l'usage privé.
La frontière linguistique historique correspond à la frontière entre des populations parlant des langues distinctes. Cependant, les classes supérieures dirigeantes parlaient le plus souvent français. Comme c'était le cas dans de nombreuses cours nobles européennes, le français était historiquement la langue de la noblesse. Plusieurs souverains de la région, dont notamment Marie-Thérèse d'Autriche, réussirent à faire du français non seulement la langue de la cour mais aussi de leurs administrations. Par exemple, alors que la majeure partie de la population luxembourgeoise parle le luxembourgeois dans un contexte privé, la langue administrative du Luxembourg est le français. Autre exemple, la devise du Royaume des Pays-Bas est en française (« Je maintiendrai »), car la langue de la famille régnante d'Orange-Nassau était, jusqu'en 1890, le français. En Flandre, jusqu'au début du XXe siècle, de nombreux bourgeois flamands de la haute société, comme Maurice Maeterlinck ou Suzanne Lilar, avaient le français comme langue maternelle,. Un autre exemple en serait l'université de Gand, qui était une institution francophone jusqu'en 1930.

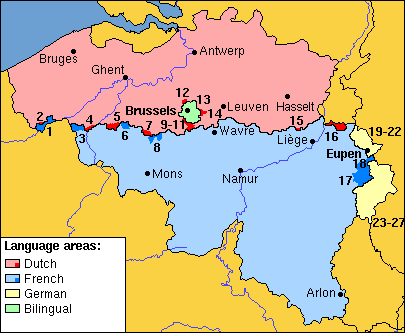
La frontière linguistique officielle telle que définie en 1963. Les communes disposant de facilités linguistiques sont données dans des teintes plus foncées. Toute la région germanophone dispose de services linguistiques spécifiques.

La division de la Belgique en zones linguistiques a lieu en 1963 ; en 1970, elle est inscrite dans la Constitution. Cette division se base sur la frontière linguistique réelle entre les espaces linguistiques, mais ne s'y conforme pas entièrement,. À la suite des réformes constitutionnelles des années 1970 et 1980, la régionalisation de l'État unitaire conduit à l'apparition d'une fédération à trois niveaux : des gouvernements fédéral, régionaux et communautaires ont été créés ; un compromis destiné à minimiser les tensions linguistiques, culturelles, sociales et économiques,. La compétence des régions et communautés est limitée à certaines zones linguistiques :
- La Flandre est compétente pour l'espace linguistique néerlandais, la Wallonie pour les espaces linguistiques français et allemand, Bruxelles pour l'espace linguistique bilingue ;
- la Communauté flamande pour les espaces linguistiques néerlandais et bilingues, la Communauté française pour les espaces linguistiques français et bilingues, et la Communauté germanophone pour l'espace linguistique allemand.

Cette question territoriale, cristallisée notamment autour de Bruxelles, est source de tensions entre les communautés belges.

## Nationalismes et régionalismes

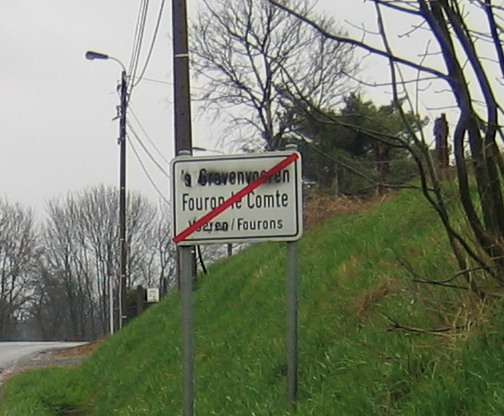
Panneau routier bilingue à Fourons, une commune belge offrant des facilités linguistiques limitrophe des Pays-Bas. Le nom néerlandais (Voeren) a été caviardé, ne laissant que le nom français (Fourons) visible.

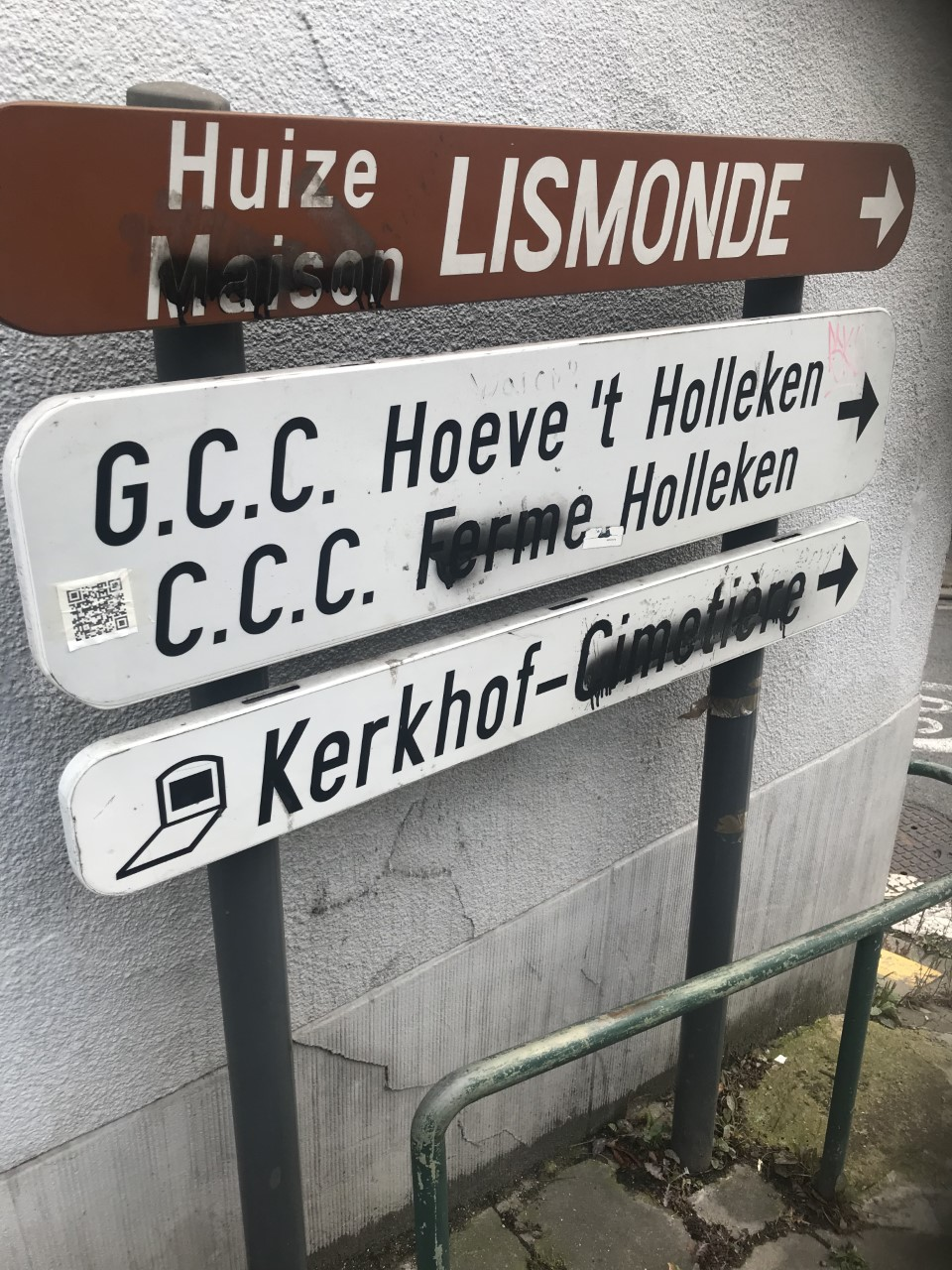
Panneau routier bilingue à Linkebeek, une commune belge dotée de facilités linguistiques limitrophe de Bruxelles. Les termes français ont été caviardés, ne laissant que les mots néerlandais visibles.

### Nationalisme belge
Des courants nationalistes belges ont commencé à émerger à la fin du XIXe siècle, cherchant à surmonter les divisions ethniques et linguistiques et à créer une culture nationale unique. L'historien Henri Pirenne affirme que l'identité belge n'était pas définie sur des critères raciaux, ethniques ou linguistiques, mais dans la communauté civilisationnelle du peuple belge. Les partisans d’une partition de la Belgique affirment que les tentatives visant à créer une identité et une culture nationales belge unique ont échoué et n’ont pas réussi à prévenir les rivalités ethnolinguistiques.

### Mouvement flamand/néerlandophone
Jusqu'en 1898, le français était la seule langue officielle de la Belgique, même si la Flandre était et est toujours majoritairement néerlandophone. Le long refus du gouvernement de reconnaître le néerlandais comme langue officielle a conduit à des hostilités entre la Flandre et la bourgeoisie francophone qui détenait à la fois le pouvoir politique et économique. Ces hostilités ont donné naissance au mouvement flamand, qui a commencé comme une organisation littéraire et culturelle, mais est devenu plus tard un mouvement politique appelant à la reconnaissance légale du néerlandais et à l'émancipation sociale du peuple flamand. La loi sur l'égalité de 1898 a fait du néerlandais une langue officielle de la Belgique, mais ce n'est qu'en 1921 qu'il devient la seule langue officielle de la Flandre,. La francisation de Bruxelles était alors en pleine expansion. À ce jour, le français reste la langue de l'aristocratie.
Alors qu'une base industrielle et minière wallonne s'est développée au XIXe siècle, la région flamande, largement agraire, a été à la traîne en matière de développement socio-économique, ce qui a conduit à des revendications généralisées d'autonomie régionale et de correction des déséquilibres en matière de fiscalité, de services sociaux et de représentation. La détérioration de la base industrielle wallonne à la fin du XXe siècle s'est produite parallèlement à la croissance des industries de services et technologiques en Flandre, aggravant les tensions socio-économiques. Les revendications flamandes modernes se concentrent sur une sur-imposition prétendue de la Flandre, son autonomie perçue comme insuffisante, ainsi que sur les plaintes concernant la concentration des services sociaux en Wallonie, provoquant un soi-disant « flux d'argent » de la Flandre vers la Wallonie,. Le mouvement flamand a inspiré la croissance de partis politiques nationalistes flamands tels que la Volksunie (Union populaire) qui s'est scindée en différents partis dont le Vlaams Blok (remplacé par le Vlaams Belang), la Nouvelle Alliance flamande (NVA) et les Progressistes flamands. Alors que la NVA recherche une plus grande autonomie de la Flandre, éventuellement dans le cadre d'État confédéré, le Vlaams Belang est quant à lui plus ouvertement séparatiste.

### Mouvement wallon/francophone
Le mouvement wallon est né au XIXe siècle en même temps que les conflits linguistiques ; les francophones cherchant à préserver la place de la langue et de la culture françaises dans le pays. Les hommes politiques francophones (parfois élus en Flandre) et d'autres citoyens influents se sont opposés aux demandes flamandes de reconnaissance du néerlandais et souhaitaient maintenir un gouvernement centralisé pour empêcher la régionalisation. Dès 1912, l'homme politique wallon Jules Destrée réagit  au processus de minorisation de la Wallonie et demande explicitement une division de la Belgique selon des critères linguistiques. Il faut cependant noter que Destrée utilisait le mot de séparation dans le sens, non d’une partition complète, mais d'une fédéralisation. Le New York Times explique que Destrée craignait la domination des Flamands au sein des institutions belges.
| Gouvernements            | De              | À                | Ministres flamands | Ministres de Bruxelles | Ministres wallons |
| ------------------------ | --------------- | ---------------- | ------------------ | ---------------------- | ----------------- |
| A. Beernaert             | 26 octobre 1884 | 17 mars 1894     | 60%                | 14%                    | 26%               |
| J. de Burlet             | 26 mars, 1894   | 25 juin 1896     | 75%                | 0 9%                   | 16%               |
| P. de Smet de Naeyer (1) | 26 juin 1896    | 23 janvier 1899  | 87%                | 0 0%                   | 13%               |
| J. Vandenpeereboom       | 24 janvier 1899 | 31 juillet 1899  | 84%                | 0 0%                   | 16%               |
| P. de Smet de Naeyer (2) | 5 août 1899     | 12 avril 1907    | 76%                | 0 0%                   | 24%               |
| J. de Trooz              | 1er mai 1907    | 31 décembre 1907 | 67%                | 11%                    | 22%               |
| F. Schollaert            | 9 janvier 1908  | 8 juin 1911      | 57%                | 22%                    | 21%               |
| Ch. de Broqueville       | 18 juin 1911    | 4 août 1914      | 42%                | 22%                    | 36%               |

Carte de la France avec la Wallonie et Bruxelles intégrées comme régions françaises à part entière.

L'historien flamand Maarten van Ginderachter a écrit que les Wallons étaient « exclus du pouvoir national ; entre 1884 et 1902, il n'y avait qu'un seul Wallon dans le gouvernement belge à tout moment ».

Carte de la France métropolitaine avec la Wallonie intégrée comme région française à part entière, sans Bruxelles.

Après la division de la Belgique en deux zones linguistiques clairement distinctes, et après le déclin économique de la Wallonie, on assiste à la formation de deux courants plus ou moins distincts. Le premier consiste en un mouvement wallon plus régional, exigeant le maintien de la solidarité entre le nord le plus riche et le sud le plus pauvre, mais mettant également de plus en plus l’accent sur l’identité culturelle distincte de la Wallonie. Le deuxième courant est purement francophone et pro-belge, mais pas régional en tant que tel, s'appuyant principalement sur les francophones de Bruxelles et surtout des communes environnantes qui sont effectivement des banlieues de Bruxelles mais situées en Flandre. Les deux mouvements ont en commun le soutien à la langue française, le soutien à l'État belge et l'opposition à une plus grande décentralisation fédérale. Une minorité de Wallons est cependant favorable à une indépendance accrue. Les nationalistes flamands avancent que les « belgicistes » francophones de Bruxelles et de sa banlieue n'avaient pas d'intérêts communs avec les Wallons, mais que ces deux partis avaient formé une alliance de contrepartie pour s'opposer à la majorité néerlandophone. Selon cette analyse, les hommes politiques wallons apporteraient un soutien politique aux hommes politiques francophones de Bruxelles (et de ses environs) en échange d'un soutien économique à la Wallonie.
Depuis les années 1960, les partis politiques et les organisations civiques belges ont connu une bifurcation de leurs membres et de leurs organisations entre la Wallonie et la Flandre. Les tensions ethniques affectent le fonctionnement des gouvernements locaux, qui adoptent souvent des lois interdisant l'utilisation de la langue minoritaire dans les fonctions officielles. Ainsi les réunions du conseil municipal en Flandre doivent-elles se dérouler en néerlandais, même si la majorité du conseil est francophone. D'un autre côté, les citoyens néerlandophones des communes flamandes proches de Bruxelles affirment que leur position est fragilisée par l'arrivée de nombreux francophones. Des pressions importantes sur les conditions de vie ont maintenu les deux principales communautés séparées et confinées dans leurs régions majoritaires ; une forte ségrégation ethnique et linguistique est apparue à Bruxelles, la capitale et la plus grande ville du pays. Les tensions ethniques ont touché certaines communes environnantes de la ville, situées en Flandre, mais qui ont connu un afflux important de francophones monolingues. Ces « municipalités à facilités » néerlandophones sont obligées d'offrir des services gouvernementaux locaux en français, ce qui signifie que les soins de santé et les équipements publics sont divisés selon des critères linguistiques, et dans certaines municipalités, la minorité francophone est entre temps devenue majoritaire.

### Bruxelles

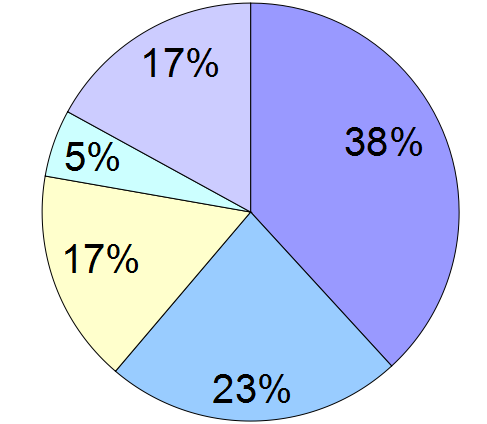
Langues parlées à la maison (Bruxelles-Capitale, 2013 – estimations)
Français
Néerlandais et français
Néerlandais
Français et langue étrangère
Autres langues

Votes pour les partis néerlandophones à Bruxelles durant les élections fédérales belges de 2010.

La principale raison pour laquelle Bruxelles est majoritairement francophone était le faible prestige social de la langue néerlandaise en Belgique au XIXe siècle. Le français était, à cette époque, la langue de l'administration, du gouvernement, de la culture, du droit et de l'éducation. À partir de 1880, de plus en plus de néerlandophones deviennent bilingues et transmettent uniquement le français à leurs enfants, ce qui entraîne une montée en puissance des francophones monolingues après 1910. Au milieu du XXe siècle, le nombre de francophones unilingues l'emportait sur celui des Flamands, d'ailleurs (pour la plupart) bilingues. Ce n'est que depuis les années 1960, après la fixation de la frontière linguistique belge et le développement socio-économique de la Flandre, que la situation se stabilise.
Le statut de Bruxelles dans une Belgique divisée est incertain et source de nombreux débats.

#### Union avec la Flandre
D'aucuns proposent que la ville rejoigne la Flandre, une région dans laquelle Bruxelles est ancrée géographiquement et économiquement. Les propositions en ce sens incluent des garanties visant à ce que les droits linguistiques de la population francophone de Bruxelles soient sauvegardés.

#### Union avec la Wallonie
Une autre idée voudrait que Bruxelles forme une union avec la Wallonie, un concept souvent appelée Wallobrux. Le problème est cependant d'ordre géographique, attendu que Bruxelles est enclavée en Flandre. Certains responsables politiques francophones réclament donc qu'un corridor soit créé entre la capitale et la Wallonie.

#### Scénario «cité-état»
Selon ce scénario, Bruxelles deviendrait un « district [de la capitale] européenne », semblable à la situation de Washington DC ou du Territoire de la capitale australienne, géré par l'UE plutôt que par la Flandre ou la Wallonie. Bien qu'il existe un précédent pour un tel arrangement – l'État de la Cité du Vatican est gouverné par le Saint-Siège, qui est une entité distincte de l'État de la Cité du Vatican en vertu du droit international – la structure de l'Union n'a actuellement aucune expérience en matière de gouvernance à ce niveau. Pour mettre en pratique cette solution, il faudrait probablement que Bruxelles soit une cité-État indépendante qui pourrait rejoindre l’UE sur un pied d’égalité avec les autres États membres de l’UE. L'éventuel statut de Bruxelles en tant que « cité-État » a été suggéré par Charles Picqué, ministre-président de la Région de Bruxelles-Capitale, qui voit d'ailleurs dans une taxe sur les institutions européennes un moyen d'enrichir la viille. Cependant, la question belge a suscité très peu de discussions au sein des instances européennes.

#### Extension de Bruxelles

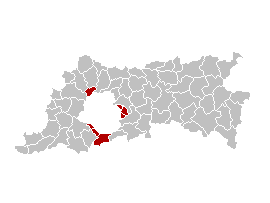
Les six communes à facilités linguistiques en périphérie bruxelloise (rouge) qui appartiennent à la province Brabant flamand (gris).

Une question controversée, qui complique le scénario de la « cité-État », est l'éventuelle extension de la région de Bruxelles-capitale aux communes environnantes du Brabant flamand et du Brabant wallon. Cette proposition n'est pas nécessairement liée à une scission de la Belgique.
Certains ont cependant suggéré que ces zones riches rendraient la ville financièrement viable en tant qu'État indépendant, lui donneraient potentiellement environ 1,5 million d'habitants, un aéroport et une forêt à l'intérieur de ses frontières, et la rendraient trois à quatre fois plus grande que l'actuelle région de la capitale. Actuellement, Bruxelles est le siège le plus important des institutions européennes, mais l’UE n’a pas de capitale formelle. Il a été avancé qu’un statut  indépendant pourrait aider Bruxelles à faire valoir ses prétentions en tant que capitale de l’UE.
L'élargissement de la Région de Bruxelles-Capitale est soutenu par de nombreux francophones dans les communes flamandes disposant d'équipements pour les francophones autour de Bruxelles. En raison de la suburbanisation et de l'afflux de francophones et de fonctionnaires européens en provenance de Bruxelles, ces communes sont devenues de plus en plus francophones au cours des dernières décennies, à tel point que les francophones forment désormais la majorité dans certaines d'entre elles. En revanche, une extension de la région bilingue est hors de question pour les habitants néerlandophones de ces communautés et pour pratiquement tous les partis politiques flamands, qui affirment que ces nouveaux habitants devraient respecter et s'adapter à la langue de la région dans laquelle ils s'installent. Malgré tout, dans les faits, les installations actuellement en place ont été initialement mises en place pour faciliter l'adaptation des francophones à la vie en région flamande.
À noter que la circonscription électorale de Bruxelles-Halle-Vilvorde comprenait Bruxelles et 35 communes environnantes en Flandre. Avant sa dissolution, ce district était la dernière entité en Belgique qui ne coïncidait pas avec les frontières provinciales ; à ce titre, elle avait été jugée inconstitutionnelle par la Cour constitutionnelle belge. Le district a représenté un problème politique majeur lors de la crise de formation du cabinet de 2007-2008. En juillet 2012, à la suite de la formation du gouvernement belge en 2010-2011, Bruxelles-Halle-Vilvorde a été divisée en deux parties dans le cadre de la sixième réforme de l'État belge.
Une autre proposition impliquerait la création d'un condominium des Communautés flamande et française de Bruxelles, les deux parties gérant ensemble les questions nationales et internationales. Pour toutes les politiques territoriales locales, Bruxelles serait totalement autonome. Pour tous les services publics « non territoriaux » (comme la culture, l'aide sociale et l'éducation), chaque communauté serait autonome. Cette idée est généralement populaire parmi les hommes politiques flamands, comme le socialiste Louis Tobback et le nationaliste Bart De Wever.
Un tel arrangement a existé à Maastricht pendant plusieurs siècles. Peu après 1200, cette ville se trouve sous une double souveraineté, les princes-évêques de Liège et les ducs de Brabant détenant conjointement la souveraineté sur la ville. Ces arrangements institutionnels ont ensuite survécu jusqu'à la Révolution française.
Cette double souveraineté a assuré un environnement institutionnel relativement stable et prospère pendant près de six siècles (de 1204 à 1794). Les citoyens de Maastricht devaient choisir entre la nationalité brabançonne (et sa jurisprudence) et la nationalité liégeoise. Chacune avait ses propres juges et services publics. Il en serait de même si Bruxelles devenait une copropriété gouvernée par les deux grandes communautés, les francophones et les Flamands.

### Cas de la communauté germanophone

La Communauté germanophone (en jaune). Les communes de Malmedy et Waimes appartiennent à la Communauté française (gris clair).

La petite Communauté germanophone de Belgique, localisée à l'est du pays, est au final plus un observateur qu'un acteur dans les difficiles négociations entre la Flandre et la Wallonie. La région d'Eupen-Malmedy fut cédée à la Belgique au lendemain de la Première Guerre mondiale. (L'ancienne ville allemande de Malmedy et les villages environnants sont wallons et ne font donc pas partie de la Communauté germanophone.) Le territoire est constitué de deux parties disjointes pour une superficie totale d'environ 850 km2. Environ 75 000 personnes y vivent. Le conflit entre Wallons et Flamands confère à la Communauté germanophone une autonomie considérable. Bien que la région soit trop petite pour jouer un rôle dans les négociations, elle a obtenu une autonomie similaire à celle des deux grandes régions linguistiques. Les Belges germanophones disposent désormais d'un parlement et d'un gouvernement composé de quatre ministres et d'un ministre-président.
Quatre scénarios théoriques sont généralement envisagés en cas de partition de la Belgique : le maintien des régions germanophones en Wallonie, le statut d'État souverain, le rattachement à l'Allemagne, ou le rattachement au Luxembourg. La communauté fait partie de la Province wallonne de Liège et le resterait en cas de partage. Cette solution de statu quo est la plus probable, même s'il n'est pas sûr que les germanophones puissent ou non conserver leurs droits culturels et politiques à long terme dans un pays francophone par ailleurs monolingue. Les trois autres possibilités ne deviendraient réalistes que si la Wallonie cherchait à s'unifier avec la France. Étant donné que la communauté faisait autrefois partie de l'Allemagne, la « réunification » semble être une étape logique (la région borde les Länder allemands de Rhénanie du Nord-Westphalie et de Rhénanie-Palatinat). Cependant, les opposants à cette idée soutiennent que l'autonomie de la région serait perdue en Allemagne autant qu'en France, même si donner à la région le statut de Bundesland allemand pourrait atténuer ce problème (similairement à ce qui s'est passé en Sarre). Toutefois, en raison de la forte cohésion de la population régionale, certains préféreraient la création d’un État indépendant. Ils affirment que le nouveau pays serait, par exemple, cinq fois plus grand et plus de deux fois plus peuplé que ne l'est par exemple le Liechtenstein. Les opposants à cette idée affirment quant à eux que cela conduirait vraisemblablement à l'apparition d'un nouveau paradis fiscal. La dernière option serait une fusion avec le Luxembourg. Les partisans de ce scénario soulignent que de nombreux Saint-Vithois font actuellement la navette vers le Luxembourg et qu'une union avec le Grand-Duché serait économiquement profitable. Cependant, cela conduirait à laisser la partie nord de la communauté, autour d'Eupen, comme une enclave détachée du Luxembourg. Le ministre-président Karl-Heinz Lambertz aurait soutenu un tel projet. Il a cependant réfuté cette affirmation et s'est engagé en faveur de la poursuite de l'union avec la Belgique. Dans une interview accordée à la chaîne de télévision allemande ZDF en février 2011, il a énuméré les quatre options susmentionnées concernant l'avenir de la Communauté germanophone.

### Cas du Luxembourg

Le drapeau de la province de Luxembourg est volontairement identique au drapeau du Luxembourg afin d'évoquer l'union historique des deux territoires.

Après avoir été annexée à la Belgique à la suite de la participation luxembourgeoise à la révolution belge de 1830, la partie de langues germaniques du grand-duché de Luxembourg fut détachée de la Belgique par le traité des XXIV articles du 19 avril 1839, malgré les oppositions tant belges que luxembourgeoises. Le peuple luxembourgeois, uni depuis près de neuf siècles, fut divisé en deux et, depuis lors, plusieurs évocations de réunification ont vu le jour, que ce soit de la part de personnalités, comme Godefroid Kurth, de réelles visions politiques nationales, comme la volonté d’absorption du Luxembourg par la Belgique en guise de compensation de la Première Guerre mondiale après l'armistice du 11 novembre 1918, ou encore de mouvements citoyens.
Lorsque la province de Luxembourg adopte son drapeau officiel, le 3 mars 1955, l'acte du conseil provincial mentionne que « Les deux parties du Luxembourg séparées par le traité de 1839 devraient avoir un drapeau identique ». Celui-ci ne se distingue donc du drapeau du Luxembourg, que par l'ajout des armoiries provinciales, renforçant officiellement la vision d'une unité luxembourgeoise.

## Position des partis politiques auXXIesiècle
Les partis bénéficiant d'une longue légitimité historique — à savoir les démocrates-chrétiens, les libéraux et les socialistes — ainsi que les partis verts, refusent généralement de parler ouvertement d'une éventuelle partition de la Belgique. Cette question semble taboue sur la scène politique belge et n’est abordée que de temps en temps par les politiciens traditionnels dans le but de menacer l’autre communauté, similairement à la menace atomique dans le contexte de la guerre froide. Ainsi, le 6 septembre 2010, après de longues négociations pour la formation du gouvernement fédéral, la plupart des dirigeants du Parti socialiste francophone ont-ils déclaré qu'ils considéraient désormais la partition de la Belgique comme une solution alternative réaliste aux problèmes belges,,. Ce point de vue ouvertement séparatiste exprimé par les socialistes francophones est analysé par certains, y compris les libéraux francophones et la plupart des hommes politiques flamands, comme une vaine menace visant à imposer des progrès dans les négociations communautaires. Le cœur du problème n'est pas la partition de la Belgique mais sa fédéralisation. Ce processus de décentralisation, qui a débuté dans les années 1960 sous la pression du mouvement flamand et, dans une moindre mesure, du mouvement wallon, est appelé dans le contexte belge la réforme de l'État. Alors que la plupart des francophones estiment que la réforme de l'État est inutile, pratiquement tous les partis politiques flamands réclament une réforme sévère de l'État belge. En particulier, la N-VA et une partie du mouvement flamand veulent appliquer la doctrine dite Maddens afin d'obliger les francophones à exiger une telle réforme de l'État.
Le parti socialiste flamand déclare sur son site Internet qu'il estime qu'une Flandre indépendante n'est pas nécessaire. Il soutient cependant la décentralisation d'un certain nombre de compétences supplémentaires, telles que les chemins de fer ou la politique de l'emploi. Les Libéraux et Démocrates flamands ouverts (Open VLD) souhaitent plus d'autonomie socio-économique et financière pour la Flandre, une répartition homogène des responsabilités, davantage de coopération entre les communautés et les régions et un État fédéral fort. Green, le parti vert flamand, souhaite une nouvelle étape dans la réforme de l'État, mais seulement si celle-ci conduit à plus de solidarité, à un meilleur fonctionnement des institutions et à plus de démocratie. Il déclare sur son site Internet qu'il ne veut pas réformer dans le but de réformer. Green souhaite que la Belgique reste un État fédéral et considère la coopération entre les différentes communautés au sein d'un même État comme un défi plutôt qu'un problème. Il plaide également pour la loyauté fédérale et le respect des arrêts de la Cour constitutionnelle et souhaite une répartition plus homogène des responsabilités.
Le Parti socialiste francophone (PS) et les Démocrates-chrétiens (cdH) promeuvent le maintien de l'actuel État-providence belge et s'opposent donc à toute régionalisation plus poussée des politiques sociales fédérales,. Le Mouvement réformateur, parti libéral francophone, souligne dans son manifeste que les Flamands entendent briser la plupart des mécanismes de solidarité qui existent entre les Belges. Ils affirment également qu'ils minimisent l'importance de la Région de Bruxelles-Capitale en tant que composante constitutionnelle de l’État fédéral. Leur approche est de construire des liens forts entre les différentes composantes de la Belgique francophone, dont Bruxelles et la Wallonie ainsi que les communes francophones présentes autour de Bruxelles et à Fourons. Le but de cette approche est de créer une forte composante francophone autonome au sein de l’État fédéral. Écolo, le parti vert francophone, soutient une amélioration des liens politiques entre les communautés. Il suggère entre autres la création d'un arrondissement électoral national pour l'élection d'une partie du parlement fédéral.

### Partis soutenant une partition de la Belgique
En Flandre, plusieurs grands partis réclament ouvertement une partition du pays — le plus important d'entre eux était, jusqu'aux élections fédérales de 2010, le parti d'extrême droite Vlaams Belang. Depuis 2010, le plus grand parti nationaliste flamand en Belgique est la Nouvelle Alliance flamande (N-VA), plus modérée. La N-VA ne prône pas ouvertement la partition de la Belgique, mais propose plutôt une solution confédéraliste, dans laquelle le centre du pouvoir serait transféré aux gouvernements régionaux, tandis que certaines tâches, comme l'armée, la diplomatie ou la compétition nationale de football, resteraient du ressort belge. Un autre parti modéré ouvertement séparatiste apparu en 2007 est le LDD, qui a connu un succès relatif aux élections fédérales de 2007 et régionales de 2009, remportant plusieurs sièges, mais les a ensuite tous perdus aux élections fédérales et régionales de 2014, en raison de le grand succès de la N-VA . En Wallonie et à Bruxelles, seul le parti Rassemblement Wallonie-France est ouvertement séparatiste. Ce parti, qui ne compte aucun élu ni au niveau national ni au niveau régional, promeut la partition de la Belgique et l'union de la Wallonie et de Bruxelles avec la France.
Plusieurs petits partis, n'ayant que peu ou pas de sièges au Parlement, font campagne explicitement pour l'unité de l'État belge. L'Union belge conservatrice promeut un gouvernement fédéral plus fort et un retour à l'État unitaire belge qui existait dans les années 1960. Le Parti des travailleurs, d'extrême gauche, soutient également l'unité de la Belgique car il considère la fédéralisation du pays comme une attaque patronale contre l'État-providence et l'unité des syndicats. Le Front national, d'extrême droite et francophone, est également explicitement opposé à la partition de la Belgique.